# Fender Stratocaster
La Fender Stratocaster, popularmente conocida como Strat o Strato, es un modelo de guitarra eléctrica diseñado entre 1952 y 1954 por Leo Fender, Bill Carson, George Fullerton y Freddie Tavares, y fabricado y comercializado por Fender Musical Instruments Corporation desde 1954 a la actualidad. Es una guitarra de doble cutaway, con el «cuerno» superior más grande para el equilibrio de la misma. Junto a la Gibson Les Paul y Fender Telecaster, es uno de los modelos de guitarra más imitados del mundo. Debido a que «Stratocaster» y «Strat» son marca registrada de Fender, las guitarras de otros fabricantes que han copiado el modelo Stratocaster son habitualmente llamadas S-Type o ST-type.

## Diseño y sonido

### Cuerpo
La Stratocaster es una guitarra de cuerpo macizo, obtenido a partir de entre una y tres piezas de madera. El mástil va unido atornillado, salvo en algunos modelos Custom, donde se encola o es una única pieza (Neck-through).
El cuerpo de la guitarra esta enfocado a la comodidad del guitarrista frente a su predecesora, la Fender Telecaster, pues cuenta con dos chaflanes que permiten un ajuste cómodo en la zona del costado y del hombro del guitarrista. La guitarra cuenta con dos bocados o cutaways de los que se extiende más el cuerno del superior. Esto lo dota de una mayor masa para equilibrar el centro de masas de la guitarra. De igual manera cuenta con potenciometros y conmutador de pastillas posicionadas en una zona de alta accesibilidad mientras se toca, mientras el jack del cable de conexión sale de manera diagonal desde el frontal inferior del cuerpo en una posición muy cómoda. La mayoría de las stratocaster cuenta con un puente de tremolo con palanca enroscable soportado sobre un bloque de metal cuyas características de peso y metal utilizado son especialmente importantes para el tono final de este tipo de guitarras.
Originalmente el cuerpo era de fresno del sur (swamp ash), una madera dura y porosa, pero por ser difícil de trabajar y tener un sonido menos consistente se dejó de usar a medidados de 1956.
El cuerpo de aliso rojo (red alder) se eligió al ser más barato y fácil de conseguir. Es una madera más liviana, con un sonido melodioso, fácil de trabajar y para hacer acabados de colores sólidos.
En 1963 y 1964 se fabricaron algunas de caoba, muy poco común en las Fender. Actualmente también se pueden encontrar algunas de cuerpo de caoba.
En los 80 y 90 se usó el tilo, con unas cualidades sonoras entre el aliso y la caoba, común en las Superstrat. Actualmente hay muy pocos modelos con esta madera.
Otras maderas usadas en el cuerpo son el álamo (poplar), pino (pine) y koto.

### Mástil
En sus inicios tenían formas más redondeadas (C). De 1955 a 1957 cambió a más puntiagudos (V). A finales de los 50 volvieron a la forma redondeada.

### Electrónica
Se añadió una pastilla más, por lo que quedaron 3 single coil Alnico 3. El selector era de 3 posiciones y tenía una forma de conseguir dos puntos intermedios (paralelo), colocando objetos para obstruir el movimiento. No fue hasta 1977 cuando Fender empleó un selector de 5 posiciones.
El mayor de los atractivos de esta guitarra radica en su sonido. En las tres posiciones extremas del selector en la configuración estándar se activan una a una las pastillas (de bobinado simple), que dotan al instrumento con una gama de sonidos extensa y fructífera. Profundamente sensible al ataque de la púa, se considera el timbre de la Strat uno de los más característicos de la historia de la guitarra moderna. 
Por eso la Stratocaster se considera una guitarra adecuada para multitud de estilos musicales, prácticamente camaleónica. Tiene sentimiento para el blues, "groove" para el funk, "punch" para el rock, textura para el jazz y agresividad para el heavy metal y el punk rock.
Su clásico rival en cuanto a ventas es la Gibson Les Paul, que tiene pastillas dobles (también llamadas humbuckers).

## Historia

### Creación y Diseño (1951-1954)
Fender ya había introducido modelos como la Telecaster y el Precision Bass, además de una línea de guitarras de acero y amplificadores.
Entre 1951 y finales de 1952, Leo Fender empezó a trabajar en nuevas pastillas y un nuevo diseño de puente para la siguiente guitarra de la marca. La guitarra heredaba varios elementos de su predecesora, y hasta principios de 1953, la forma del cuerpo era muy parecida a la Telecaster.
A principios de 1953, Freddy Tavares hizo la forma de los cuernos del Precision Bass y lo adaptaron a la nueva guitarra. El jefe de ventas, Don Randall le dio el nombre de Stratocaster.
Leo se preocupó por saber la opinión de diversos guitarristas que ayudaron a dar forma al instrumento. La mayor parte de quejas eran por la poca comodidad de la Telecaster. Bill Carson fue uno de los que más influyó en las características del instrumento, como cuenta en su autobiografía.
A principios de 1954, Rex Gallion sugirió los contornos de la guitarra en la parte frontal inferior y superior trasera. Al no tener cámara de sonido interna, no necesitaba ser tan cuadrada. El mismo Leo dijo ''¿Por qué no evitar un cuerpo que siempre se te clava en las costillas?''. También añadió un único corte o cut-away debajo del mástil, para acceder mejor a las notas altas. 
El mástil era de una sola pieza y se usaba la misma madera que la del cuerpo. Se le dio una curvatura redondeada al mástil para ser más fácil de maniobrar. Las clavijas eran tipo Kluson.
Para competir con los instrumentos de alta gama, como la Gibson Les Paul, añadió tres pastillas Single Coil de imanes escalonados AlNiCo 3 controladas por un selector de tres posiciones. Además, Randall insistió en usar el acabado sunburst para añadir elegancia.
Los componentes se montaron en un golpeador (pickguard) de plástico (aluminio anonizado en algunos modelos) de una sola capa en lugar del cuerpo, lo que la hace fácil de reparar y modificar. Las tres perillas (un volumen master y dos tonos: para la pastilla del cuello y la del medio) cerca del puente permitían usarlas mientras rasgueabas. Leo no puso control de tono para la del puente porque según él ''no requería una modificación de tono adicional''.
El sistema de trémolo sugerido por Randall, permitía bajar las notas mediante una palanca y volver al tono original. El sistema original creado por Doc Kauffman y mejorado por Bigsby, tenía problemas de estabilidad. Fender, que originalmente lo diseñó para imitar el sonido de una guitarra de acero, logró bajar hasta 3 semitonos.

### Lanzamiento y comienzos (1954-1959)
Finalmente, la Stratocaster salió en la primavera de 1954, como la nueva guitarra de gama alta de Fender. La producción a gran escala comenzó en octubre, con un precio de 249,50 dólares la versión con vibrato y 229,50 la sin vibrato. Casi todos los modelos eran sunburst, aunque había algunos de colores específicos reservados para ciertos artistas (Dakota Red, Fiesta Red y dorado).
Leo esperaba que sustituyera a la Telecaster, pero su reconocimiento fue muy lento y gradual en sus primeros años. Tom Wheeler menciona, ''En 1957 no era muy conocida y estaba tan alejada de las guitarras convencionales. En el contexto de la época, muchos músicos vieron a la nueva Fender como una broma''.  Los músicos de la época preferían guitarras huecas o semihuecas, como Gibson o Gretsch.
En el verano de 1954 el número de serie se movió del área de la placa del trémolo a la placa del mástil. En 1955 el mástil se volvió más puntiagudo (de una forma en C, a una en V). Los orificios para las cuerdas del trémolo se ovalaron. También se mejoró la calidad de los plásticos del golpeador, perillas y pastillas. En 1956 cambió la madera fresno del sur (swamp ash) a aliso rojo (red alder) para abaratar costos y facilitar la producción. En 1957, se volvió a la curvatura original del mástil, dando más comodidad.
En la primera mitad de 1958 se agregó un color rojizo al sunburst, llegando a tres colores. También se lanzó la llamada segunda encarnación de la Stratocaster: la Jazzmaster. A mediados de 1959, empezaron a reemplazar los pickguard por unos de varias capas de carey sintético (nitrocelulosa). adelgazaron el blindaje de aluminio y el mástil, además de añadir el diapasón de palisandro brasileño y.el retenedor de cuerdas.

### Pre CBS (1960-1964)
La música surf californiana a principio de los 60 aumentó la popularidad de la Stratocaster, junto a la Jazzmaster y la Jaguar por artistas como Dick Dale o Beach Boys.
En 1961 se hicieron algunas modificaciones. Mejoraron el acabado rojo y negro del sunburst (más parecido al actual), el mástil tuvo una forma de D y se añadieron 2 números a la patente de las clavijas. En 1962 se agregó un tercer número de patente y empezaron a estampar las fechas en el mástil en vez de escribirlas a lápiz. El diapasón se adelgazó, haciendo una unión más estable. En 1963 dejaron de datar el clavijero y movieron tornillos del pickguard. 
A mediados de 1964 empezó el cambio de clavijero, en una etapa de transición. Se agregó el cuarto número de patente, el sunburst quedó más amarillento. A finales de 1964 se cambiaron los inlays laterales de perlado a arcilla, y los superiores a perlados. Las pastillas por dentro eran grises y se cambió el logo de las clavijas. 

### Popularidad y CBS (1965-1970)
En enero de 1965 CBS compró Fender y cambiaron algunas cosas. Se agrandó el clavijero (para que se viera mejor el logo), se agregó una F en la placa del mástil, cambio de diapasón de arce y se agregó un quinto número de serie.
La fama llegó con Jimi Hendrix, Eric Clapton y otros guitarristas que en 1967 empezaron a verse con Fender

## Músicos que la utilizan

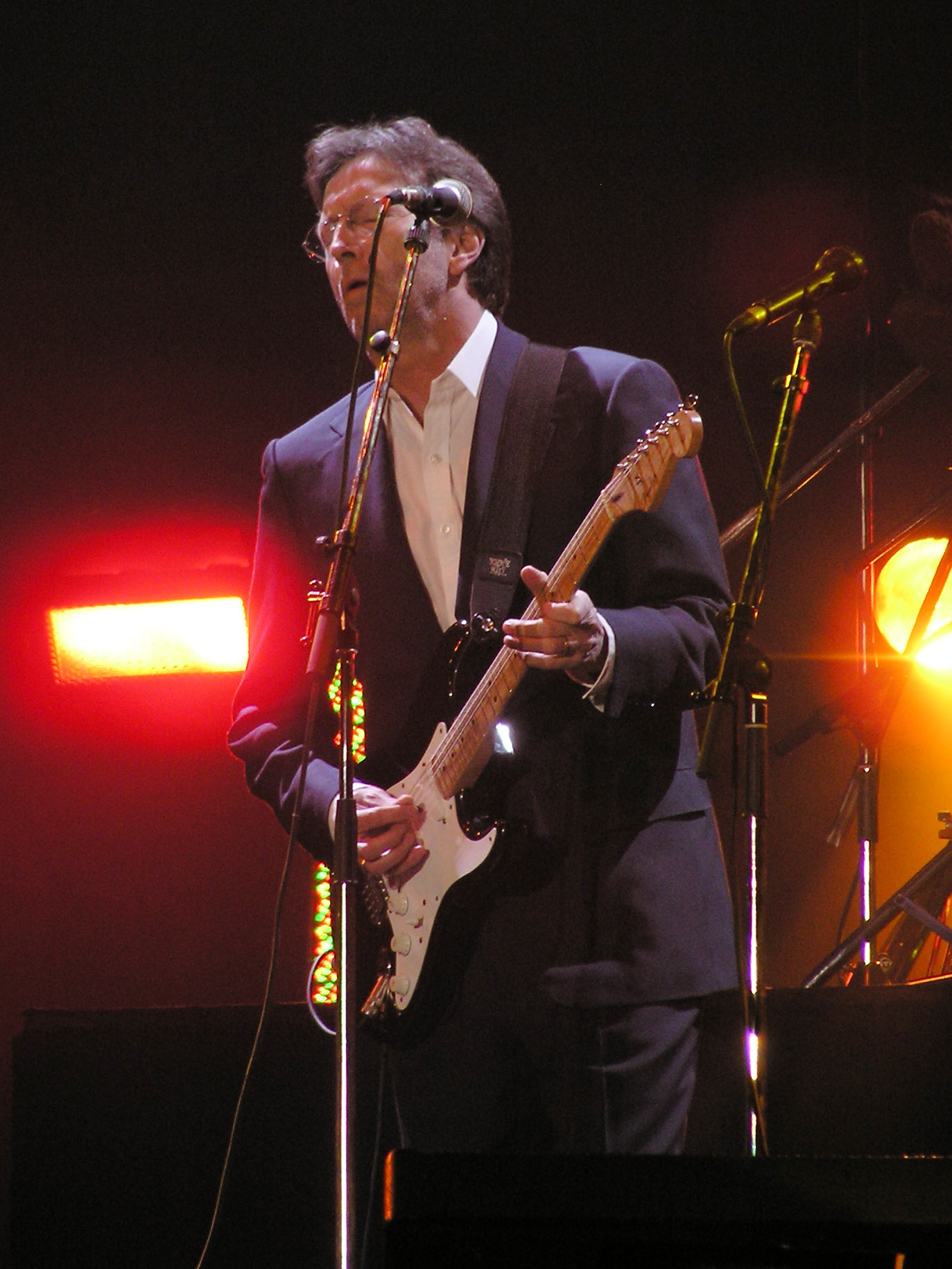
Eric Clapton con una Fender Stratocaster durante un concierto en Cardiff, 2005.

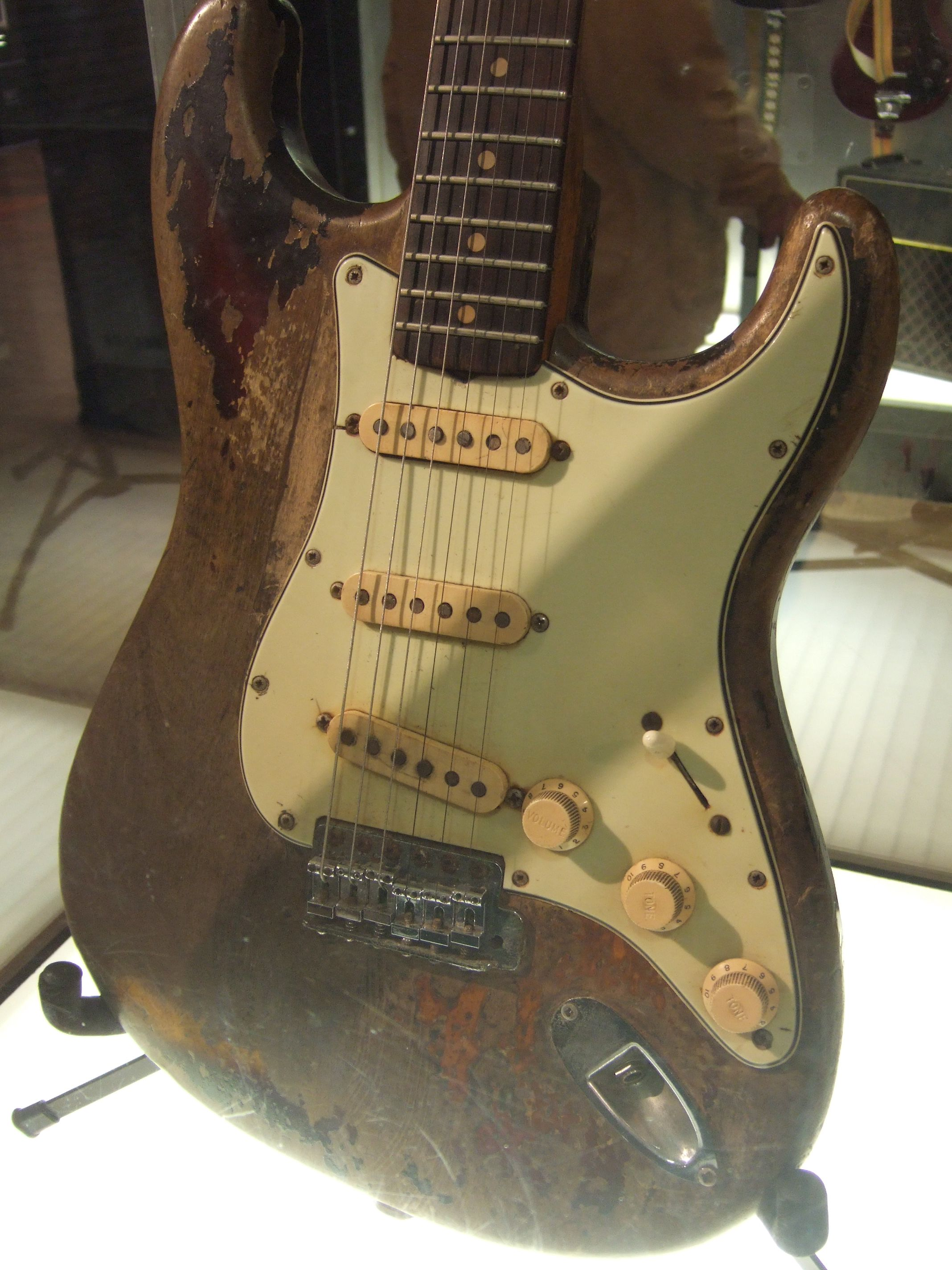
Fender Stratocaster 1961 de Rory Gallagher, durante la exposición Born to Rock en Harrod's, 2007.

Las guitarras utilizadas por músicos célebres suelen convertirse en cotizadas piezas de coleccionismo, y así ocurre también en el caso de la Fender Stratocaster. Entre las guitarras eléctricas por las que se han pagado los mayores precios en subasta, se cuentan las Stratocaster de David Gilmour, (3 975 000 de dólares) Jimi Hendrix, (2 000 000 de dólares), Eric Clapton (Blackie, 959 500 dólares y Stevie Ray Vaughan (Lenny, 623 500 dólares).
No obstante, estos precios astronómicos son una excepción, y están reservados a modelos icónicos que han sido tocados por un determinado artista en un tiempo determinado (un disco, una gira, una banda particular, una época o incluso toda una trayectoria). Entre los músicos más destacados que han usado la Stratocaster como herramienta habitual de trabajo, al margen de los ya mencionados en el párrafo anterior, tenemos a Ritchie Blackmore, Mark Knopfler, Hank Marvin, John Mayer, Buddy Guy,  Jeff Beck, John Frusciante, Buddy Holly, o Rory Gallagher. 
Una lista más completa de los mismos podemos encontrarla aquí.